# Premio Guldbagge per il miglior regista

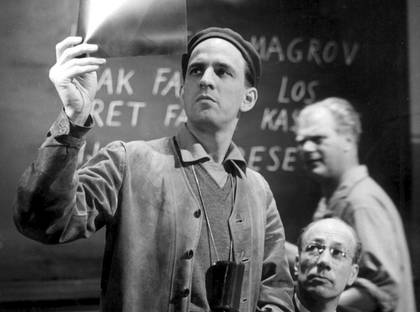
Ingmar Bergman è stato il primo vincitore, conquistando nella sua carriera due premi

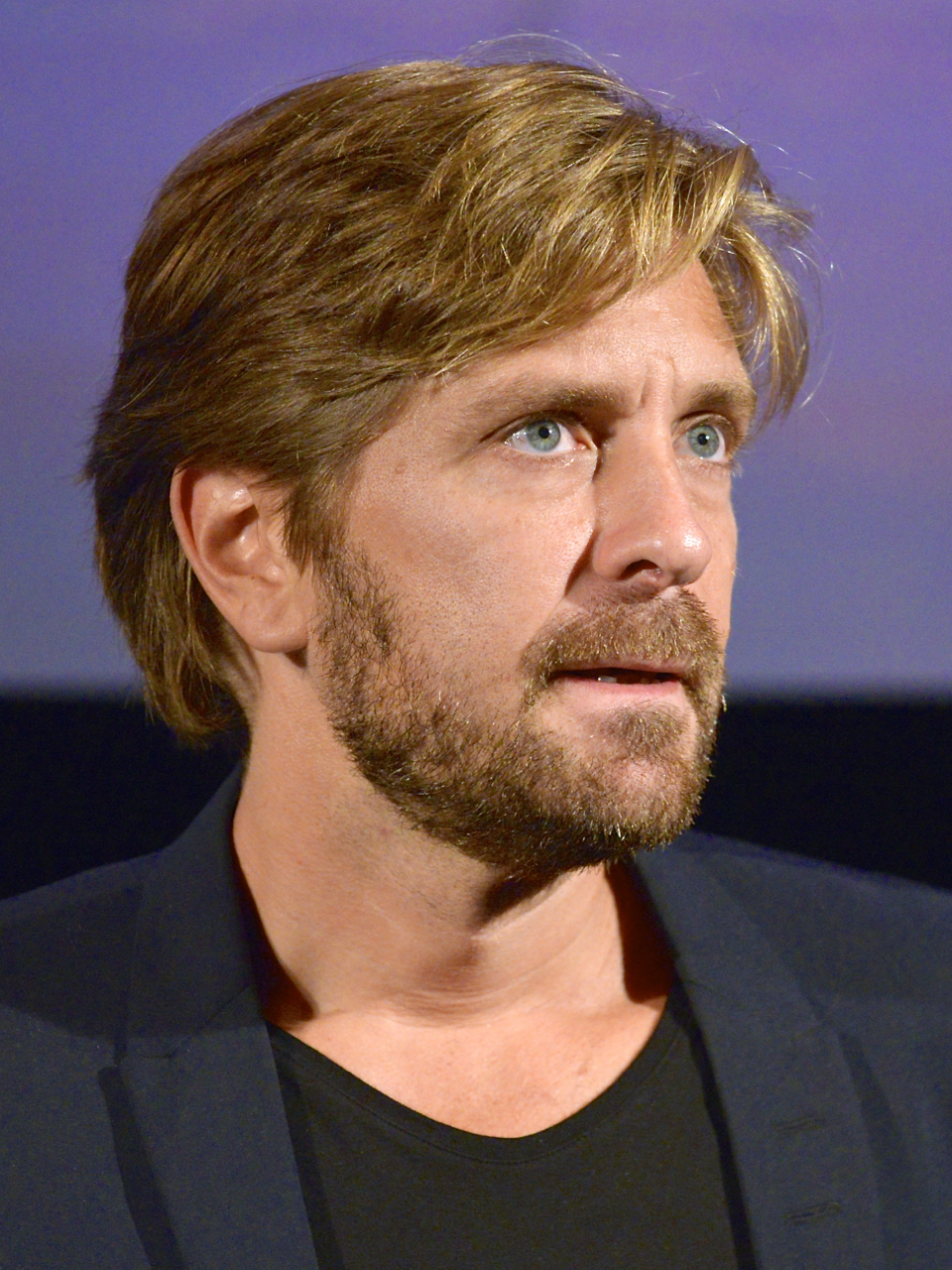
Ruben Östlund ha conquistato quattro volte il premio

Il Premio Guldbagge per il miglior regista (Guldbaggen för bästa regi) è un premio assegnato annualmente dal 1964 nell'ambito del premio svedese di cinematografia Guldbagge al miglior regista dell'anno di produzione nazionale.

## Albo d'oro
I vincitori sono indicati in grassetto, a seguire gli altri candidati.

### Anni 1960-1969
- 1964: - Ingmar Bergman - Il silenzio (Tystnaden)
- 1965: - Arne Sucksdorff - Mitt hem är Copacabana
- 1966: - Alf Sjöberg - Ön
- 1967: - Jan Troell - Questa è la tua vita (Här har du ditt liv)
- 1968: - Kjell Grede - Ugo e Josefin (Hugo och Josefin)
- 1969: - Bo Widerberg - Adalen '31 (Adalen 31)

### Anni 1970-1979
- 1970: - Lars Lennart Forsberg - Misshandlingen - L'aggressione (Misshandlingen)
- 1971: - non assegnato
- 1972: - Tage Danielsson - Äppelkriget
- 1973: - Johan Bergenstråhle - Jag heter Stelios
- 1974: - Vilgot Sjöman - Corruzione in una famiglia svedese - Una manciata d'amore (En handfull kärlek)
- 1975: - Hans Alfredson - Ägget är löst!
- 1976: - Jan Halldoff - Polare
- 1977: - Marianne Ahrne - Långt borta och nära
- 1978: - Olle Hellbom - Bröderna Lejonhjärta
- 1979: - Stefan Jarl - Ett anständigt liv

### Anni 1980-1989
- 1980: - non assegnato
- 1981: - Kay Pollak - Barnens ö
- 1982: - Hans Alfredson - Den enfaldige mördaren
- 1983: - Ingmar Bergman - Fanny e Alexander (Fanny och Alexander)
- 1984: - Hrafn Gunnlaugsson - La vendetta dei barbari (Hrafninn flýgur)
- 1985: - Hans Alfredson - Falsk som vatten
- 1986: - Suzanne Osten - Bröderna Mozart
- 1987: - Kjell Grede - Hip hip hurra!
- 1988: - Max von Sydow - Katinka - Storia romantica di un amore impossibile (Katinka)
- 1989: - Åke Sandgren - Miraklet i Valby

### Anni 1990-1999
- 1990: - Kjell Grede - God afton, Herr Wallenberg
- 1991: - Anders Grönros - Agnes Cecilia – En sällsam historia
  - Susanne Bier - Freud flyttar hemifrån...
  - Clas Lindberg - Underjordens hemlighet
- 1992: - Colin Nutley - Änglagård
  - Kjell-Åke Andersson - Min store tjocke far
  - Bille August - Con le migliori intenzioni (Den goda viljan)
- 1993: - Clas Lindberg - Pariserhjulet
  - Daniel Alfredson - Mannen på balkongen
  - Åke Sandgren - Colpo di fionda (Kådisbellan)
- 1994: - Ulf Hultberg e Åsa Faringer - La hija del Puma
  - Catti Edfeldt - Sixten
  - Rainer Hartleb - En pizza i jordbro
- 1995: - Bo Widerberg - Passioni proibite (Lust och fägring stor)
  - Kristian Petri - Sommaren
  - Tomas Alfredson - Bert – Den siste oskulden
- 1996: - Kjell Sundvall - Jägarna
  - Kjell-Åke Andersson - Christmas oratorio - Oratorio di Natale (Christmas Oratorio)
  - Ella Lemhagen - Drömprinsen - Filmen om Em
- 1997: - Daniel Alfredson - Tic Tac
  - Måns Herngren e Hannes Holm - Adam & Eva
  - Christina Olofson - Sanning eller konsekvens
- 1998: - Lukas Moodysson - Fucking Åmål - Il coraggio di amare (Fucking Åmål)
  - Solveig Nordlund - Comédia Infantil
  - Lisa Ohlin - Veranda för en tenor
- 1999: - Ella Lemhagen - Un sogno realizzato (Tsatsiki, morsan och polisen)
  - Anders Nilsson - Noll tolerans
  - Kjell Sundvall - Tomten är far till alla barnen

### Anni 2000-2009
- 2000: - Roy Andersson - Canzoni del secondo piano (Sånger från andra våningen)
  - Geir Hansteen Jörgensen - Det nya landet
  - Lukas Moodysson - Together (Tillsammans)
- 2001: - Jan Troell - As White as in Snow (Så vit som en snö)
  - Mikael Håfström - Leva livet
  - Bille August - En sång för Martin
- 2002: - Lukas Moodysson - Lilja 4-ever
  - Ulf Malmros - Bäst i Sverige!
  - Kjell Sundvall - Grabben i graven bredvid
- 2003: - Björn Runge - Alle prime luci dell'alba (Om jag vänder mig om)
  - Mikael Håfström - Evil - Il ribelle (Ondskan)
  - Kristian Petri - Detaljer
- 2004: - Tomas Alfredson - Fyra nyanser av brunt
  - Maria Blom - L'amore non basta mai (Masjävlar)
  - Kay Pollak - As It Is in Heaven (Så som i himmelen)
- 2005: - Ulf Malmros - Tjenare kungen
  - Josef Fares - Zozo
  - Björn Runge - Mun mot mun
- 2006: - Catti Edfeldt e Ylva Gustavsson - Förortsungar
  - Jesper Ganslandt- Falkenberg Farewell (Farväl Falkenberg)
  - Anders Nilsson - Racconti da Stoccolma (När mörkret faller)
- 2007: - Roy Andersson - You, the Living (Du levande)
  - Josef Fares - Leo
  - Johan Kling - Darling
- 2008: - Tomas Alfredson - Lasciami entrare (Låt den rätte komma in)
  - Jan Troell - Maria Larssons eviga ögonblick
  - Ruben Östlund - Involuntary (De ofrivilliga)
- 2009: - Lisa Siwe - I taket lyser stjärnorna
  - Teresa Fabik - Prinsessa
  - Fredrik Edfeldt - Flickan

### Anni 2010-2019
- 2010: - Pernilla August - Beyond (Svinalängorna)
  - Lisa Langseth - Till det som är vackert
  - Babak Najafi - Sebbe
- 2011: - Ruben Östlund - Play
  - Lisa Aschan - Apflickorna
  - Lisa Ohlin - Simon och ekarna
- 2012: - Gabriela Pichler - Äta sova dö
  - Mikael Marcimain - Call Girl
  - Jan Troell - Dom över död man
- 2013: - Per Fly - Monica Z
  - Anna Odell - The Reunion ( Återträffen)
  - Måns Mårlind e Björn Stein - Känn ingen sorg
- 2014: - Ruben Östlund - Forza maggiore (Turist)
  - Mikael Marcimain - Gentlemen
  - Roy Andersson - Un piccione seduto su un ramo riflette sull'esistenza (En duva satt på en gren och funderade på tillvaron)
- 2015: - Magnus von Horn - Efterskalv
  - Sanna Lenken - My Skinny Sister (Min lilla syster)
  - Peter Grönlund - Tjuvheder
- 2016: - Goran Kapetanović - Min faster i Sarajevo
  - Felix Herngren e Måns Herngren - L'uomo di 101 anni che non pagò il conto e scomparve (Hundraettåringen som smet från notan och försvann)
  - Hanna Sköld - Granny's Dancing on the Table
  - Alexandra-Therese Keining - Pojkarna
- 2017: - Ruben Östlund - The Square
  - Amanda Kernell - Sami Blood (Sameblod)
  - Janus Metz Pedersen - Borg McEnroe
  - Tarik Saleh - Omicidio al Cairo (he Nile Hilton Incident)
- 2018: - Carl Javér - Rekonstruktion Utøya
  - Ali Abbasi - Border - Creature di confine (Gräns)
  - Måns Månsson e Axel Petersén - Toppen av ingenting
  - Gabriela Pichler - Amatörer
- 2019: - Hugo Lilja e Pella Kågerman - Aniara
  - Levan Akin - And Then We Danced (Da chven vitsekvet)
  - Roy Andersson - Sulla infinitezza (Om det oändliga)
  - Jon Holmberg - Sune - Best Man

### Anni 2020-2029
- 2020: - Amanda Kernell - Charter
  - Nathan Grossman - I Am Greta - Una forza della natura (I Am Greta)
  - Maria Bäck - Psykos i Stockholm
  - Henrik Schyffert - Spring Uje spring
- 2021: - Nathalie Álvarez Mesén - Clara Sola
  - Gorki Glaser-Müller - Children of the Enemy
  - Ninja Thyberg - Pleasure
  - Ronnie Sandahl - Tigers
- 2022: - Ruben Östlund - Triangle of Sadness
  - Sanna Lenken - Comedy Queen
  - Tarik Saleh - La cospirazione del Cairo (Boy from Heaven)
  - Jens Sjögren - Zlatan (Jag är Zlatan)
- 2023: - Axel Petersén - Syndabocken
  - Milad Alami - Opponent (Motståndaren)
  - Maria Fredriksson - Miraklet i Gullspång
  - Ami-Ro Sköld - Butiken
- 2024: - Levan Akin - Crossing
  - Ernst De Geer - Hypnosen
  - Filip Hammar e Fredrik Wikingsson - Den sista resan
  - Loran Batti - G – 21 scener från Gottsunda